# Cas Valmor Sports
El Cas Valmor Sports és un cas de presumpta corrupció política que investiga la compra de la societat Valmor Sports, SL per part de l'empresa pública de la Generalitat Valenciana Circuit del Motor i Promoció Esportiva SA, la qual assumí 34,2 milions d'euros de deute de Valmor Sports, SL, alhora que renuncià a cobrar 14,6 milions d'euros que Valmor Sports, SL devia a Circuit del Motor i Promoció Esportiva SA i exonerà de qualsevol responsabilitat als gestors de Valmor Sports, SL.
L'empresa Valmor Sports, SL era propietat de Bancaixa, Jorge Martínez "Aspar" i Fernando Roig. Aquest cas està en fase d'investigació per part de la Fiscalia Anticorrupció.

## Cronologia
- 4 de desembre de 2013: EUPV fa públics els contractes confidencials entre Formula One Administration (l'empresa de Bernie Ecclestone) i Valmor Sports, SL, per a la realització de la Fórmula 1 a València. Aquests demostren que el Consell Valencià assumí l'esdeveniment sense una planificació econòmica prèvia i amb la col·laboració d'una empresa de nova creació, Valmor Sports, SL, que no tenia capacitat per a realitzar l'esdeveniment.[2]
- 16 de desembre de 2013: El PSPV-PSOE denuncia els fets davant la Fiscalia Anticorrupció.[3]
- 16 d'abril de 2014: EUPV posa de manifest que la compra de Valmor Sports, SL és responsabilitat política de l'actual Consell Valencià i apunta a Alberto Fabra i Lola Johnson com a màxims responsables.[4]
- 25 d'abril de 2014: EUPV també denuncia els fets davant la Fiscalia Anticorrupció.[5]
- 30 d'abril de 2014: El PSPV-PSOE denuncia els fets davant la Fiscalia Anticorrupció aportant com a prova el contracte de pròrroga de celebració de les proves de Fórmula 1 en València, signat pel mateix Francisco Camps un dia abans de la seua dimissió.[6]
- 8 de maig de 2014: La Fiscalia incoa diligències d'investigació penal.[7]